# Trận Bagneux
Trận Bagneux là một trận đánh trong cuộc Chiến tranh Pháp-Phổ, diễn ra vào ngày 13 tháng 10 năm 1870. Trong trận chiến này, quân đội Đức dưới quyền chỉ huy cỷa tướng Jakob von Hartmann đã đánh bật cuộc phá vây của quân đội Pháp khi Paris đang bị người Đức vây hãm , gây cho quân Pháp những thiệt hại nặng.< Một số cuộc phá vây khác của quân Pháp vào cuối năm 1870 cũng đều bị quân Đức bẻ gãy.
Hai tuần sau khi bị đẩy lùi trong trận Chevilly, tướng Joseph Vinoy của Pháp lại tiến hành một cuộc thám sát về hướng nam Paris. Sau một cuộc pháo kích dữ dội từ những pháo đài ở phía nam, Vinoy xua 3 đội hình hàng dọc tiến đánh các cao điểm Clamart. Tướng Von Hartmann của Đức đã thực hiện sách lược để đối phương tiến quá sâu, nhờ đó quân đội của ông sẽ vây bọc đối phương và đẩy họ vào tầm đạn của lực lượng pháo binh và bộ binh Đức. Mở đầu cuộc tiến công, quân Pháp đã đánh bật các tiền đồn của quân đoàn Bayern II khỏi Châtillon và Bagneux. Tuy nhiên, quân đội Đức đã bố trí sẵn lực lượng trừ bị của mình ở đằng sau pháo đài Montrouge, để dùng đến một khi quân Pháp chiếm được các cao điểm tại Châtillon và trận địa pháo của quân đội Bayern. Sau một trận giao chiến kéo dài trong khoảng 6 tiếng đồng hồ (trong đó có sự tham chiến của lữ đoàn Bayern số 8 và sau đó là số 7), cuộc bắn chéo cánh sẻ của quân Đức đã buộc quân Pháp phải tháo chạy. Cũng như trong trận thua của quân Pháp tại Châtillon, pháo binh Pháp trên núi Valérien đã gây khó khăn cho quân Bayern khi họ phản công.
Cuộc phá vây quan trọng tiếp theo của quân đội Pháp sẽ là trận La Malmaison về cuối tháng 10 năm 1870, cũng bị quân đội Đức đập tan.